# Waleryj Radziewicz
Waleryj Radziewicz (białor. Валерый Радзевіч, ros. Валерий Радзевич, ur. 26 kwietnia 1980) – białoruski wioślarz, reprezentant Białorusi w wioślarskiej czwórce podwójnej podczas Letnich Igrzysk Olimpijskich w Pekinie.

## Osiągnięcia
- Igrzyska Olimpijskie – Ateny 2004 – czwórka podwójna – 6. miejsce[1][2].
- Mistrzostwa Świata – Monachium 2007 – czwórka podwójna – 12. miejsce[1][2].
- Mistrzostwa Europy – Poznań 2007 – czwórka podwójna – 3. miejsce[2].
- Igrzyska Olimpijskie – Pekin 2008 – czwórka podwójna – 11. miejsce[1][2].
- Mistrzostwa Europy – Ateny 2008 – czwórka podwójna – 9. miejsce[2].
- Mistrzostwa Europy – Brześć 2009 – czwórka podwójna – 2. miejsce[2].